# Miguel Aleixo António do Carmo de Noronha
Miguel Aleixo António do Carmo de Noronha (Lisboa, 17 de Janeiro de 1850 – Lisboa, 14 de Maio de 1932), 3.º conde de Paraty, foi um aristocrata, advogado, político e diplomata português. Foi embaixador e ministro plenipotenciário nas mais importantes cortes da Europa e no Brasil. Na política foi deputado às Cortes, eleito pelo Partido Progressista, e Par do Reino por sucessão de seu pai. Colaborou com múltiplos artigos, quase sempre anonimamente, na imprensa de Lisboa, Porto e Braga, e publicou algumas obras sobre diplomacia.

## Biografia
Nasce no Palácio Valadares, ao Carmo, em Lisboa, a 17 de Janeiro de 1850, filho primogénito de D. João Inácio Francisco de Paula de Noronha, 2.º conde de Paraty, Par do Reino, e de Francisca da Cruz Lacé Pedrosa.

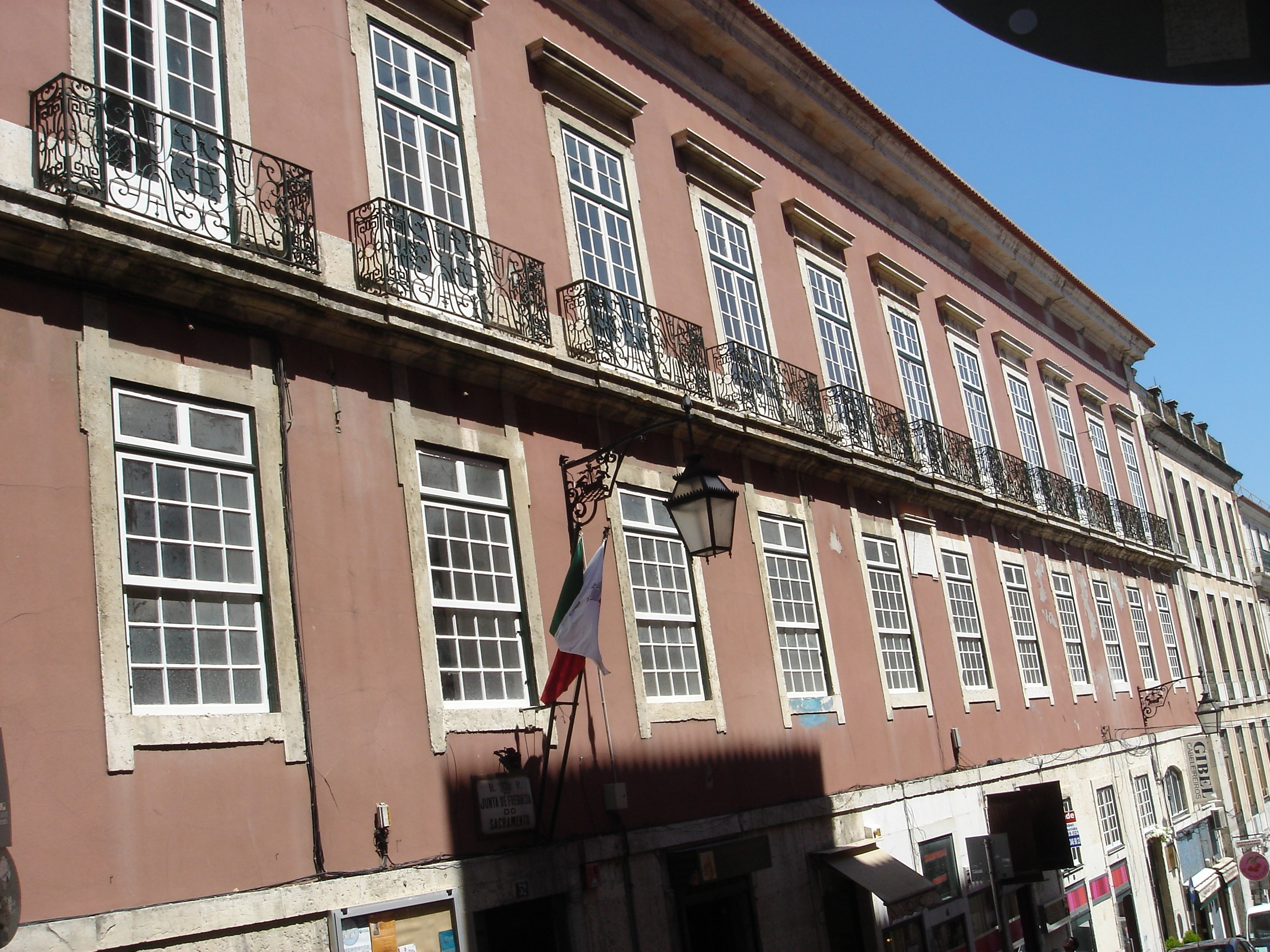
Fachada do Palácio de Valadares onde D. Miguel Aleixo nasceu.

Estuda em Lisboa, onde conclui os estudos preparatórios, e forma-se em Direito pela Universidade de Coimbra no ano de 1871, tendo pertencido ao curso de Júlio de Vilhena, Ernesto Rodolfo Hintze Ribeiro, Alves de Sá, Vicente Monteiro, António Augusto Carvalho Monteiro, Acácio de Magalhães e de João Gomes de Oliveira Guimarães (o conhecido abade de Tagilde), entre outros.
Foi advogado em Lisboa e subdelegado do Procurador Régio no Tribunal da Boa-Hora e pertenceu, como vogal, à Junta de Crédito Público. Simultaneamente inicia colaboração com diversos periódicos, revelando-se um jornalista elegante e bem informado, colaborando, quase sempre anonimamente, nas secções de política e crítica literária de jornais como o Correio da Noite, o Dia e o Jornal de Notícias (todos de Lisboa), no Província (do Porto) e no Constituinte (de Braga).
Começa a sua carreira diplomática em 1871, sendo enviado como adido (attaché) junto da Embaixada de Portugal na Corte Imperial do Rio de Janeiro. Volta a Lisboa pouco depois e inicia a sua curta carreira política.
Casa em 10 de Fevereiro de 1872 com D. Isabel de Sousa Botelho Mourão e Vasconcelos, filha dos 2.os Conde de Vila Real (moderno - 1823). Desse casamento nascem:
- D. Júlia Maria do Carmo de Noronha (1873),
- D. João Miguel do Carmo de Noronha (1874),
- D. Fernando João Neiva de Noronha (1877), e
- D. Francisca Maria de Noronha (1879).

A filha mais velha, D. Júlia Maria do Carmo de Noronha, que viria a ser a 4.ª Condessa de Paraty, casa com Henrique Mitchell de Paiva Couceiro, oficial do Exército Português e político monárquico.
Resolve entrar na política activa e nas eleições gerais de 29 de Outubro de 1879 (23.ª legislatura) apresenta-se e é eleito deputado pelo círculo dos Olivais, integrado numa lista do Partido Progressista, prestando juramento na Câmara dos Deputados a 14 de Janeiro de 1880. Embora tenha feito poucas intervenções como deputado, é eleito vice-secretário da Câmara dos Deputados onde apresenta diversas propostas de lei em matéria de educação e de regulação da Universidade de Coimbra. Na sua dupla qualidade de deputado e de vogal da Junta do Crédito Público apresenta uma proposta de lei destinada a suster a perda de receitas públicas. Terminada a legislatura em Junho de 1881, não se recandidata.
Em 20 de Agosto de 1885 passa a segundo-secretário da Embaixada de Portugal junto da Santa Sé onde ficou 7 meses. Nesse mesmo ano herda o pariato por falecimento de seu pai, ocorrido em Outubro de 1884, embora o título de conde apenas lhe tenha sido confirmado pelo Rei D. Luís I por decreto de 15 de Abril de 1886. Na Câmara dos Pares do Reino ocupa igualmente o lugar de vice-secretário nas sessões legislativas de 1887 e 1888, participando em diversas comissões parlamentares.
Em 4 de Junho de 1886 é transferido como primeiro-secretário para a Embaixada de Portugal no Rio de Janeiro, mas logo em 1887 é chamado a Roma na qualidade de secretário da Legação portuguesa junto do Quirinal. Em 1892 é nomeado secretário da Legação junto da Corte de Berlim e depois elevado à categoria de encarregado de negócios (chargé d'affaires) na Corte de Madrid .
Por decreto de 24 de Dezembro de 1892 (Diário n.° 294), El-Rei D. Luís confere ao Conde de Paraty a mercê das honras de Oficial Mor da Casa Real.  
Em 1894 é nomeado encarregado de negócios na Embaixada de Portugal no Brasil. Nestas funções teve de lidar com a crise diplomática causada pela intervenção de Augusto de Castilho na revolta da esquadra brasileira contra o marechal Floriano Peixoto.
Volta ao Ministério dos Negócios Estrangeiros em 1894 e é nomeado, em 1897, como Enviado Extraordinário e Ministro Plenipotenciário junto da Corte Imperial Austríaca, em Viena, cargo que ainda exerce em 1910, quando a implantação da República Portuguesa o leva a pedir a demissão e a abandonar em definitivo a diplomacia.
Entre outras obras, é autor de uma monografia intitulada Portugal e Brasil: conflito diplomático. Breves explicações do Conde de Paraty, publicado em Lisboa no ano de 1895.
Foi também Grande Oficial da Casa Real e agraciado com altas distinções estrangeiras, entre outras:

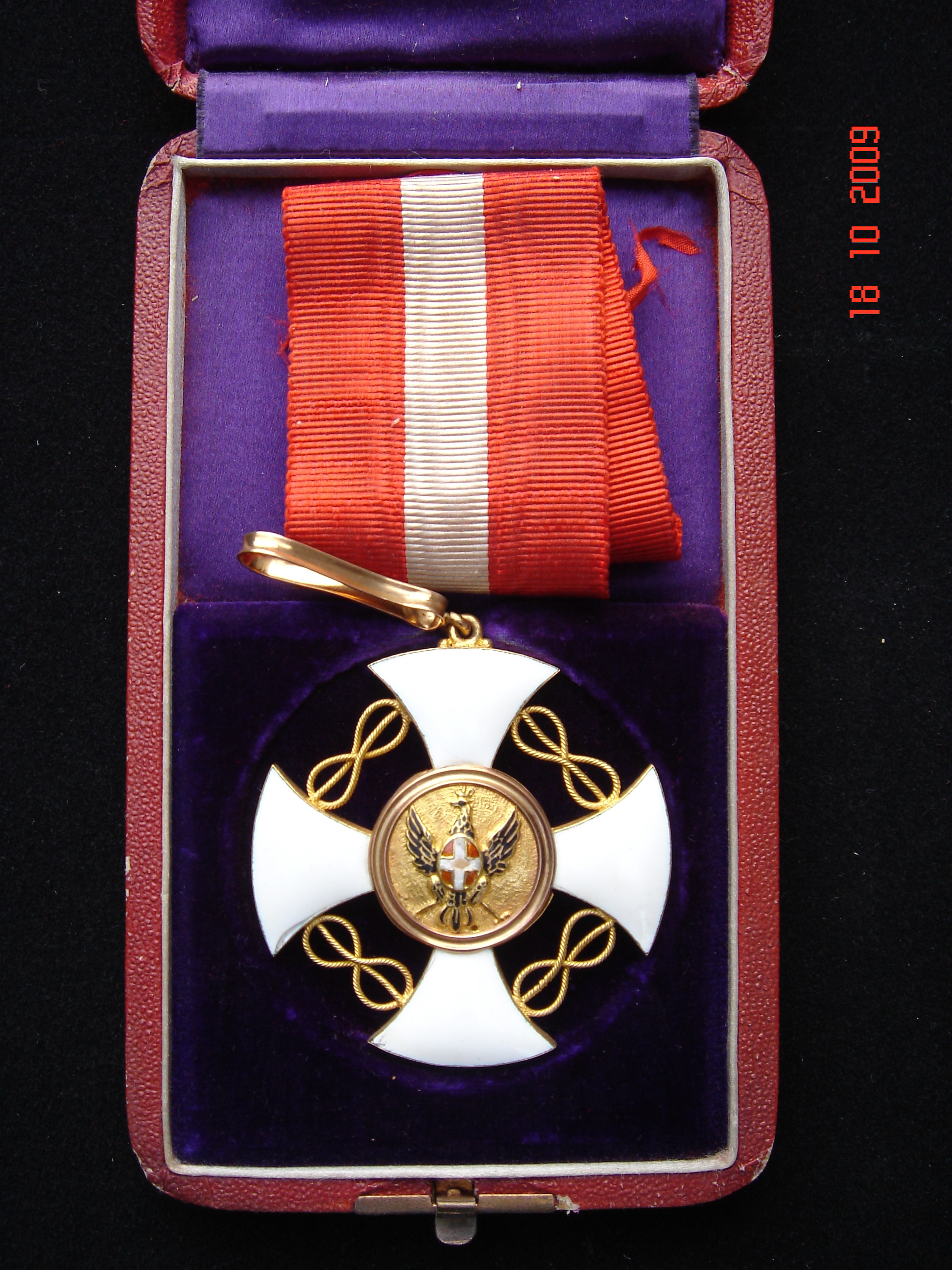
Comendador da Ordem da Coroa de Itália
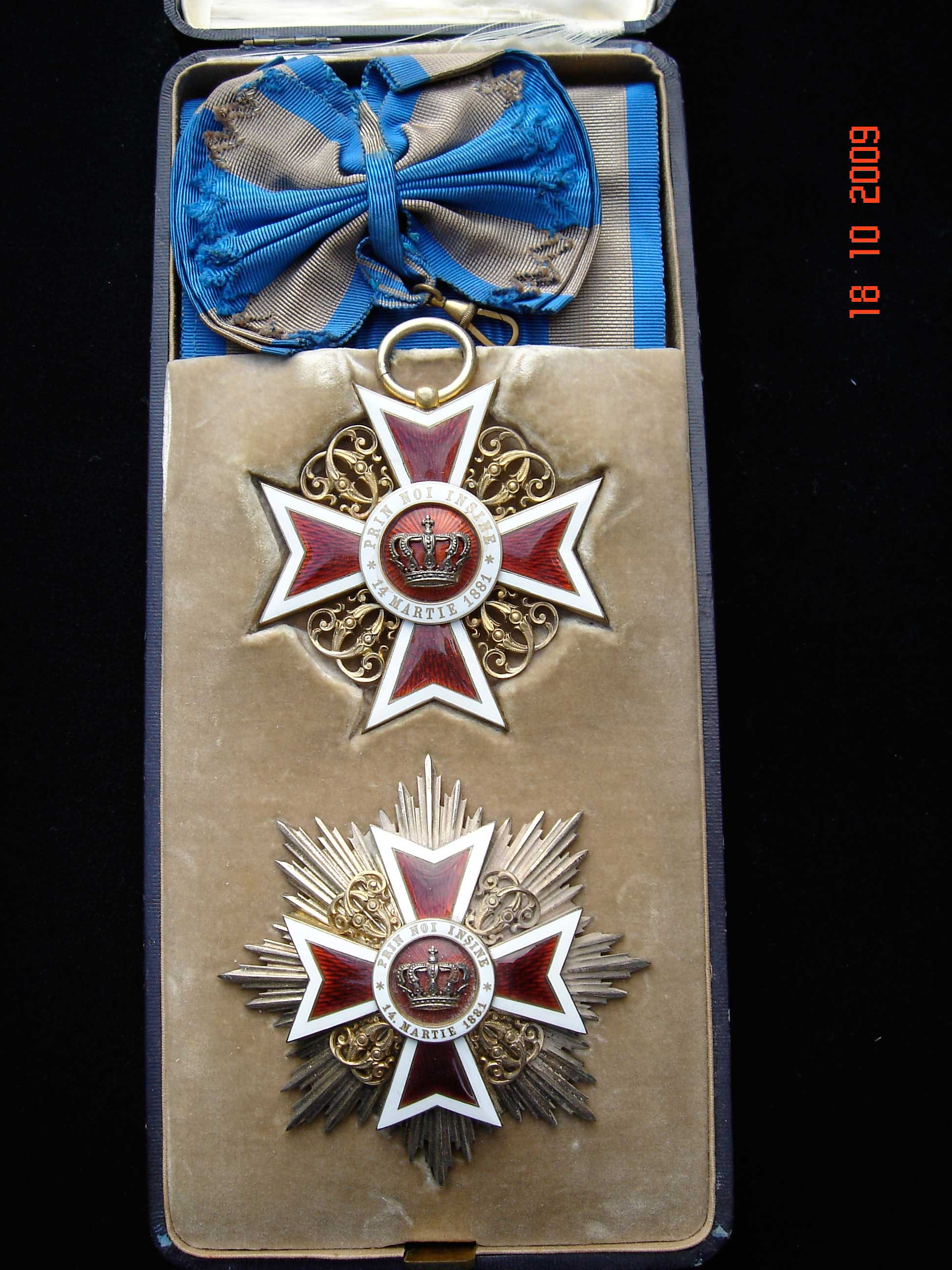
Ordem da Coroa da Roménia
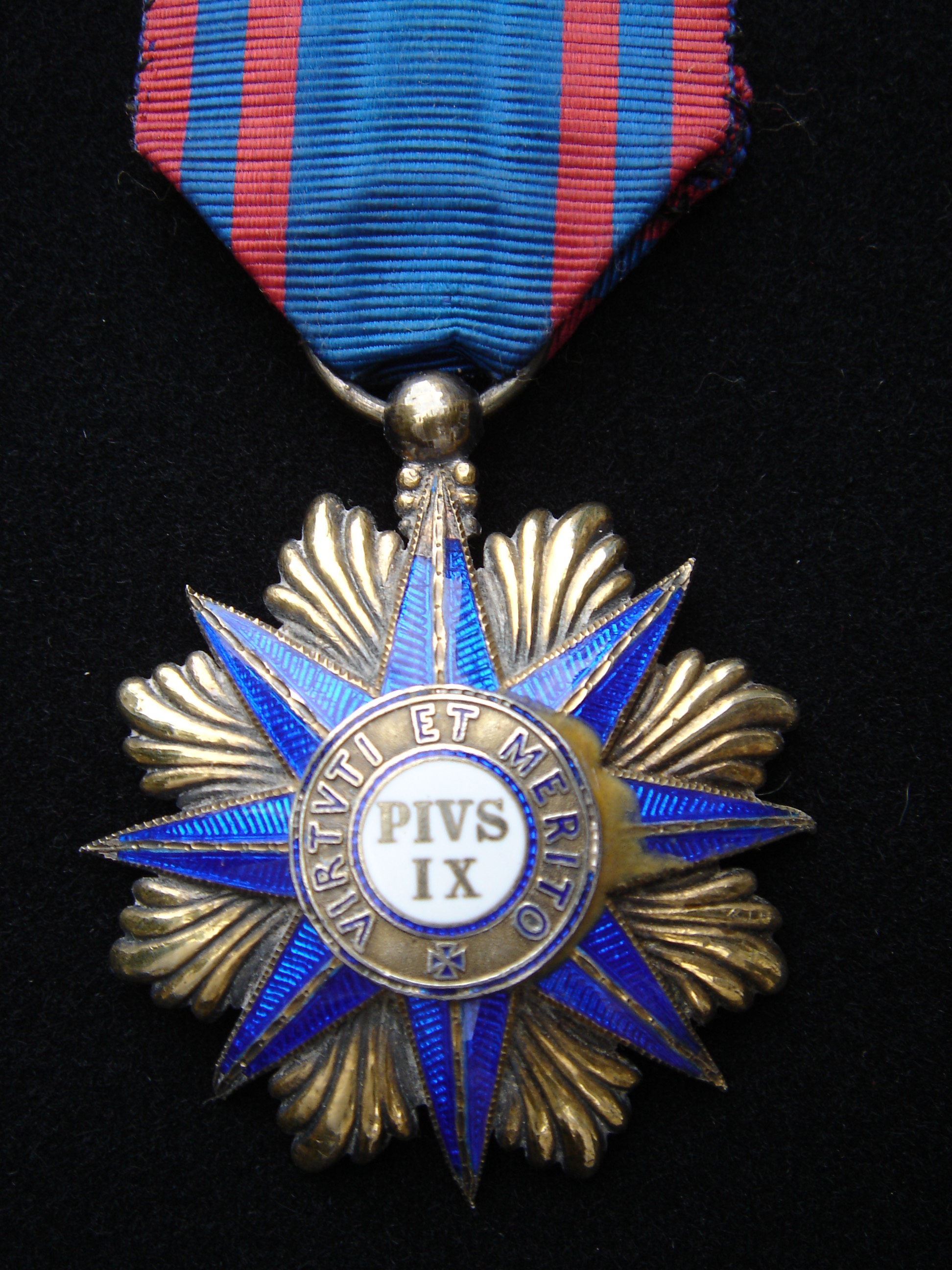
Cavaleiro da Ordem de Pio IX da Santa Sé
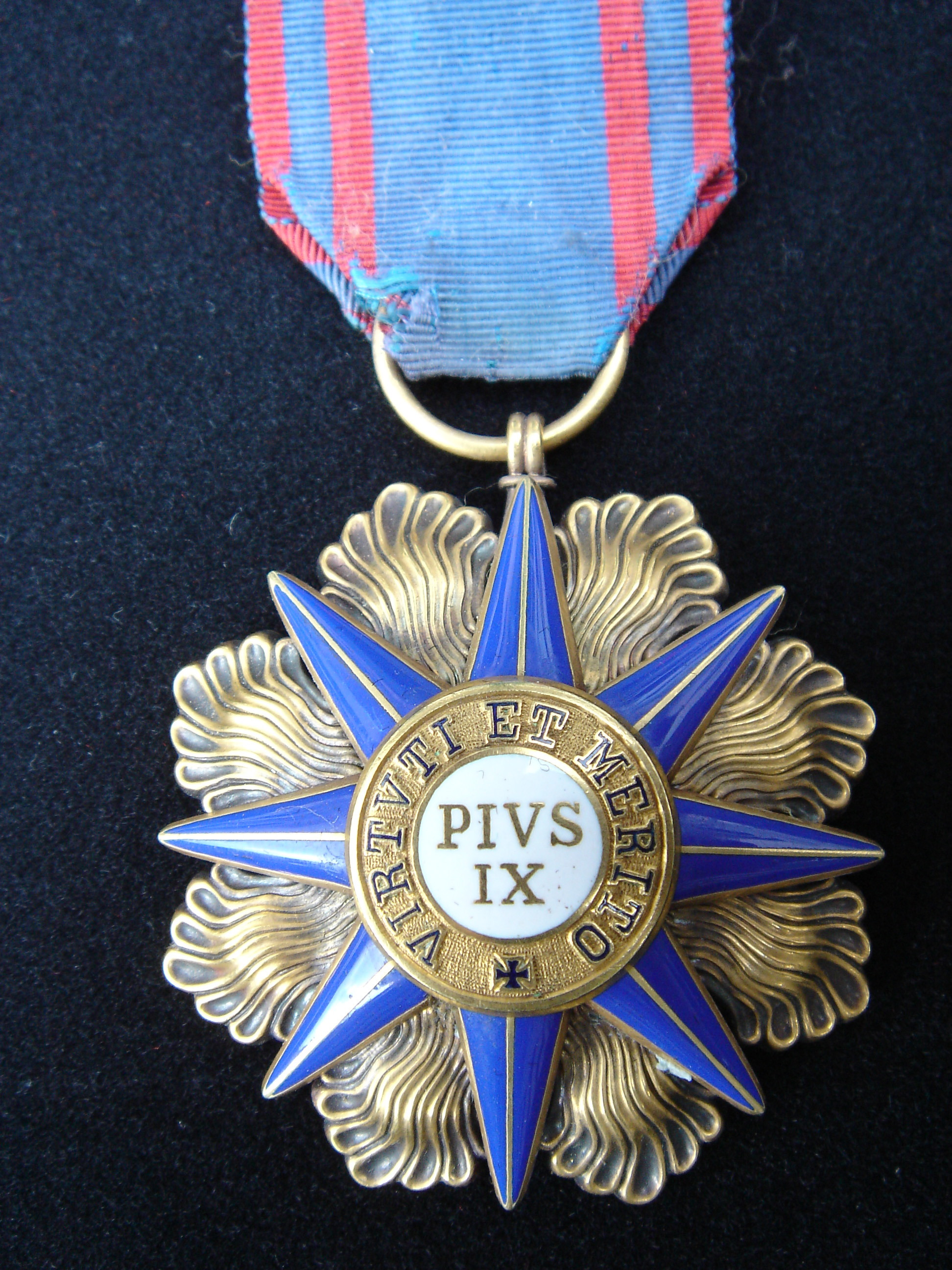
Comandante da Ordem de Pio IX da Santa Sé
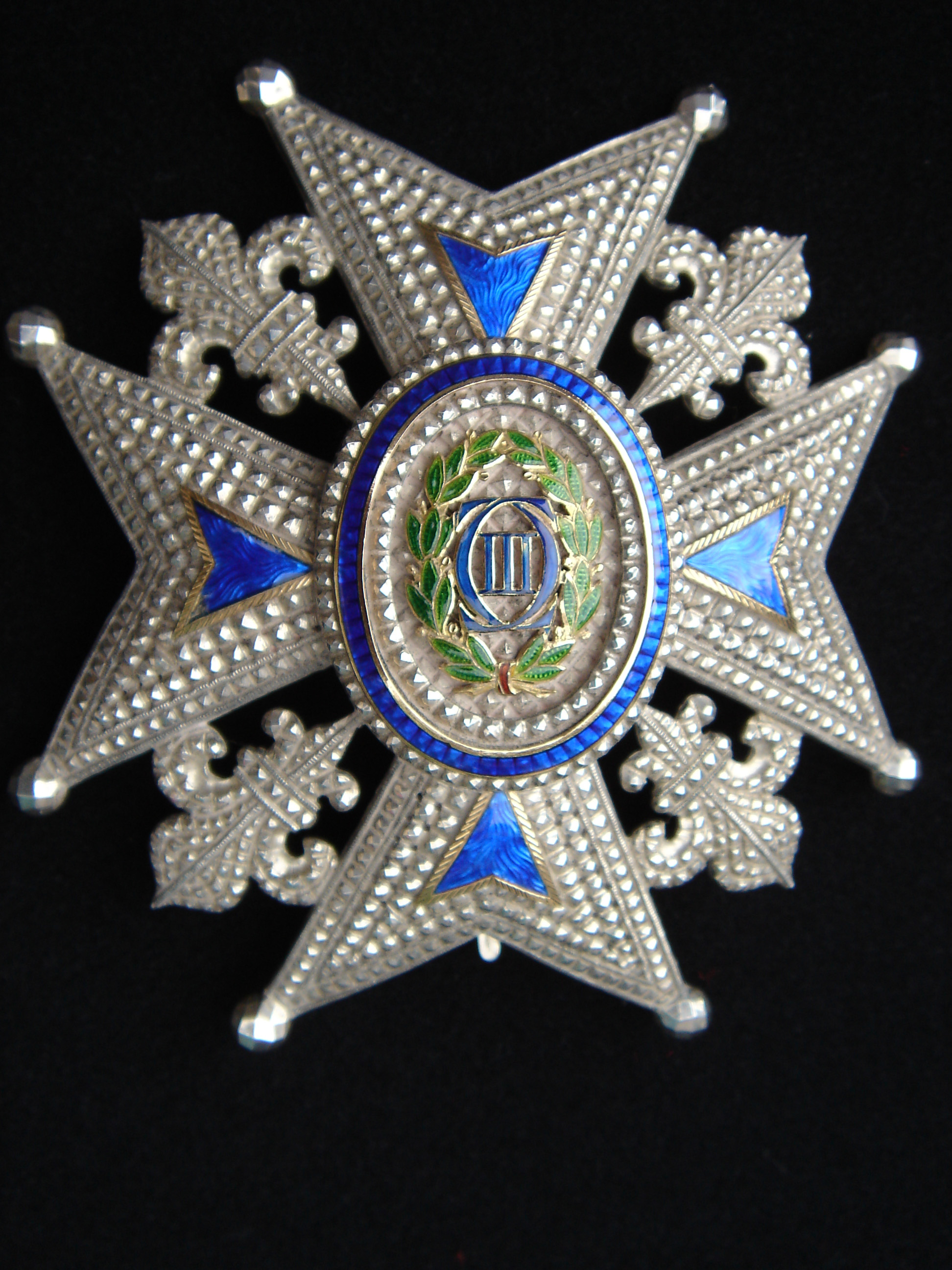
Estrela de Comandante da Ordem de Carlos III de Espanha
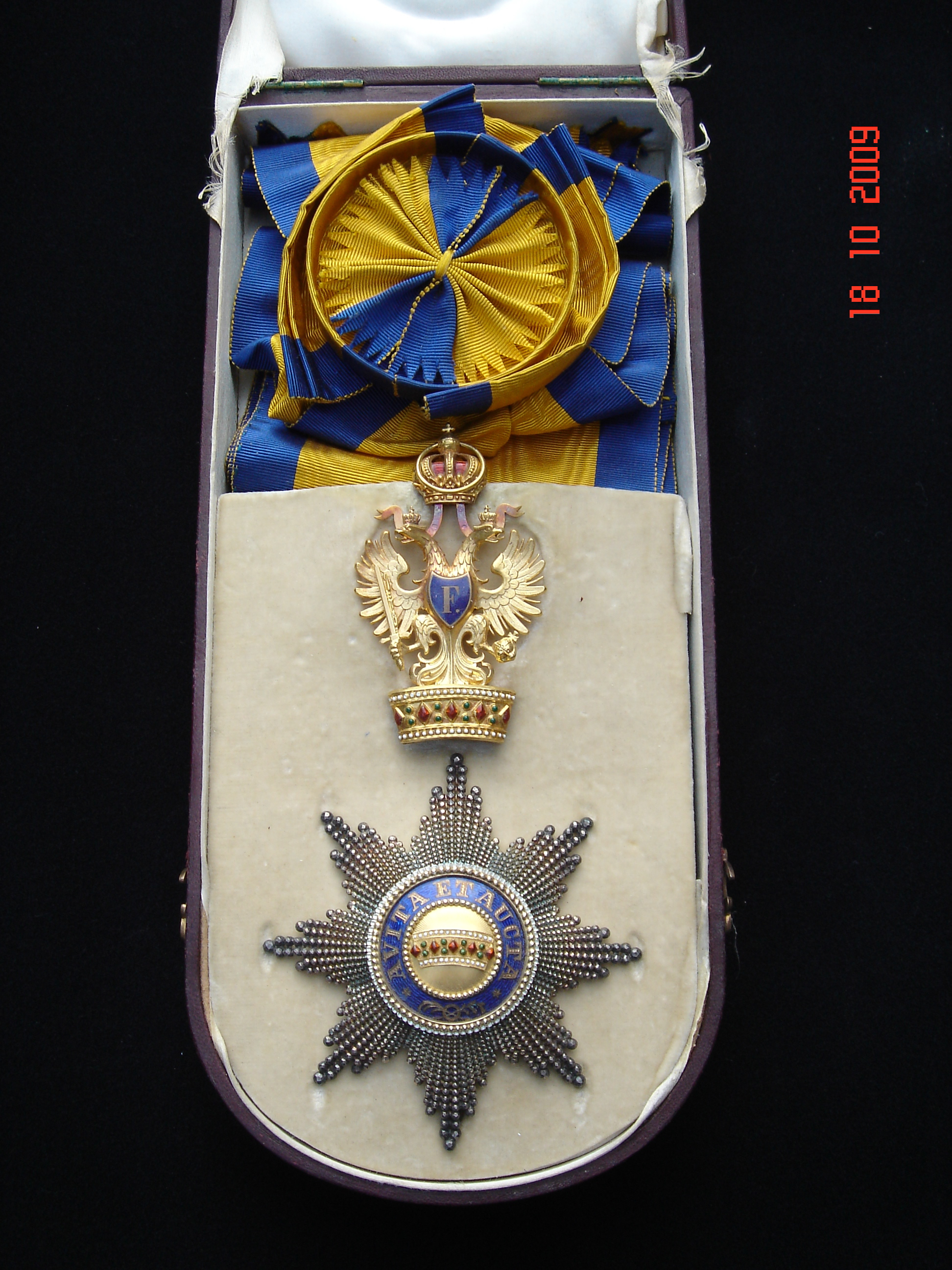
Cavaleiro de 1.ª classe da Ordem da Coroa de Ferro da Áustria

- Comendador da Ordem da Coroa da Itália (Itália), por diploma de 15 de Abril de 1892 assinado pelo Chanceler da Ordem, em nome do Rei Umberto I.[7]
- Ordem da Coroa da Romênia (Roménia)
- Cavaleiro de 3.ª classe da Ordem de Pio IX (Santa Sé), por diploma de 11 de Maio de 1886.[8]
- Comandante da Ordem de Pio IX (Santa Sé)[7]
- Ordem de Carlos III (Espanha), por diploma de 12 de Maio de 1893, assinado pela Rainha Regente D. Maria Cristina em nome e durante a sua menoridade de D. Afonso XIII. Agraciado, segundo diz o diploma, "por vuestra calidad de extranjero".[7]
- Cavaleiro de 1.ª classe da Ordem da Coroa de Ferro (Áustria), por diploma Imperial de 16 de Março de 1908.[7]